# The Coles

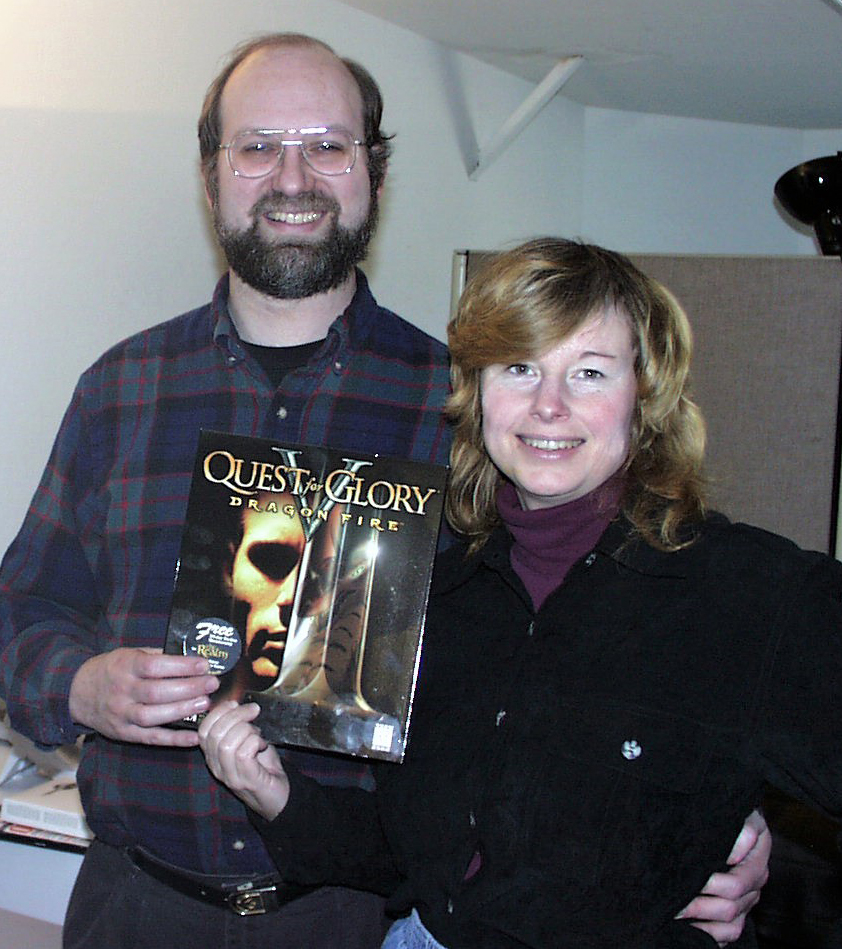
Corey et Lori Ann Cole chez Yosemite Entertainement en 1998.

The Coles désignent un duo de concepteurs de jeux vidéo : Corey Cole (né le 27 novembre 1955 à Santa Monica) et Lori Ann Cole (née Armbruster). Mariés depuis 1982, ils sont principalement connus pour leur travail sur la série Quest for Glory.
Ils ont fondé Far Studio qui a développé le jeu vidéo Shannara en 1995. Ils ont par la suite fondé un autre studio, Transolar Entertainment, qui a développé Hero-U: Rogue to Redemption.